# Sydney FC (W-League)
O Sydney FC é um clube de futebol feminino com sede em Sydney, Austrália. A equipe compete na W-League.

## História
O clube foi fundado em 2008.

## Títulos
O clube tem 4 títulos da W-League:
🏆Temporada Regular:
•2009 e 2010-11
🏆Grand Final: 2009 e 2012-13